# Nicky Romero
Nicky Romero (született Nick Rotteveel, 1989. január 6., Amerongen, Hollandia –) holland house zenész, producer és DJ. Együtt dolgozott olyan előadókkal mint David Guetta, Avicii, Tiësto, Calvin Harris, Fedde le Grand, Sander van Doorn és sokan mások. A Protocol Recordings alapítója.

## Élete
Hollandiában, Amerongenben született 1989-ben. Rövid időre kivándorolt Kingstonba, Kanadába, ezután visszatért szülőhazájába, hogy folytassa tanulmányait.

## Zenei karrier
2012-ben jelent meg debütáló dala, a "Toulouse" (a szám címe utalás az azonos nevű francia városra), amely sokáig a Beatport top 10-es slágerlistája élén állt.
2013 februárjában jelent meg az I Could Be the One című száma Aviciival közösen, mellyel hatalmas sikert aratott világszerte, legfőképpen az Egyesült Királyságban. Emellett számos remixe és egyéb zenei munkája jelent meg 2012-ben és 2013-ban.

## Diszkográfia

### Toplistás dalok
| "Toulouse"                             | 2012 | —  | —  | 92 | Nem szerepel albumon |
| "Like Home" (közr. Nervo)              | 2012 | 37 | 32 | 85 | Nem szerepel albumon |
| "Symphonica"                           | 2013 | —  | —  | —  | Nem szerepel albumon |
| « — » Kiadatlan vagy helyezetlen dalok |      |    |    |    |                      |

### Közreműködései
| Dal címe | Megjelenés éve | Toplistás helyezés | Toplistás helyezés | Toplistás helyezés | Toplistás helyezés | Toplistás helyezés | Toplistás helyezés | Toplistás helyezés | Toplistás helyezés | Toplistás helyezés | Toplistás helyezés | Toplistás helyezés | Toplistás helyezés | Album                |
| Dal címe | Megjelenés éve | SWE                | AUS                | AUT                | BEL                | DEN                | GER                | IRL                | NEL                | SWI                | UK                 | US                 | FRA                | Album                |
| --- | -------------- | ------------------ | ------------------ | ------------------ | ------------------ | ------------------ | ------------------ | ------------------ | ------------------ | ------------------ | ------------------ | ------------------ | ------------------ | -------------------- |
| "Metropolis" (közr. David Guetta)                                                                                 | 2012           | —                  | —                  | —                  | —                  | —                  | —                  | —                  | —                  | —                  | —                  | —                  | 41                 | Nothing But The Beat |
| "I Could Be the One" (közr. Avicii)                                                                               | 2012           | 3                  | 4                  | 15                 | 13                 | 10                 | 44                 | 3                  | 12                 | 26                 | 1                  | 101                | 22                 | Nem albumon szerepel |
| « — » Az adott dal nem jelent meg a bizonyos országban, nem ért el listás helyezést, vagy nem ismert a helyezése. |                |                    |                    |                    |                    |                    |                    |                    |                    |                    |                    |                    |                    |                      |

### További diszkográfia

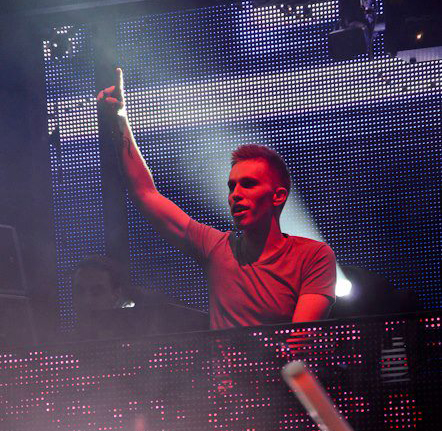
Nicky Romero

#### 2008
- "Funktion One"
- "Q.W.E.R.T.Y."
- "Globe"

#### 2009
- "Ducktale"
- "Konichiwa Bitches!" (közr. Kenneth G)
- "Get High" / "Signature"
- "Woods of Idaho"
- "It's Me Bitches"
- "Can U Feel It" (közr. Nilson)

#### 2010
- "My Friend"
- "Seventy Two" / "Amfibi" (közr. Firebeatz)
- "Switched"
- "Assigned" / "Pixelized"
- "When Love Calls" (közr. Basto)
- "Growl"

#### 2011
- "Solar"
- "Play 'n Stop"
- "Sliced" (közr. Bingo Players)
- "Keyword"
- "Schizophrenic" (közr. Mitch Crown)
- "Bootcamp" (közr. Apster)
- "Camorra"
- "Beta" (közr. Hardwell)

#### 2012
- "Toulouse"
- Gift EP (közr. Fedde Le Grand)
- "Freaky" (közr. Fedde Le Grand)
- "Slacking" (közr. Fedde Le Grand & MC Gee)
- "Generation 303"
- "Tension"
- "Wild One Two" (közr. Jack Back, David Guetta & Sia)
- "Metropolis" (közr. David Guetta)
- "WTF!?" (közr. ZROQ)
- "Sparks" (közr. Fedde Le Grand)
- "Human" (közr. Zedd)
- "Iron" (közr. Calvin Harris)
- "Like Home" (közr. Nervo)
- "I Could Be the One" (közr. Avicii)

#### 2013
- "Still The Same Man" (közr. Nilson & John Christian)
- "Symphonica"
- "Legacy" (közr. Krewella)
- "S.O.T.U (Sound Of The Underground)" (Közr. Sunnery James & Ryan Marciano és Fast Eddie)

#### 2014
- "Feet On The Ground" ( Közr. Anouk)
- "Let Me Feel" (Közr. Vicetone és When We Are Wild)

#### Kiadatlan dalok és ID-k
- "Body High" (Working Titles) (közr. David Guetta)
- "Oval" (közr. David Guetta)
- "Acid Rain" (közr. David Guetta és Max'c)
- "Toulouse" (Nicky Romero Dubstep Edit)
- "Twinklebell"
- "Encore"
- "UMF ID 1"
- "Circle of One (közr. Eva Simons) (UMF ID 2)"

### Remixek
2008:
- Prunk Le Funk – Chronology

2009:
- Mell Tierra & Sebastian D közr. Stanford – Maximize
- Steff Da Campo vs Ecoustic közr. Lady Rio – Freakybeatza (Nicky Romero & Praia Del Sol Remix)
- Sidney Samson & Tony Cha Cha – Get On The Floor
- DJ Jean – Play That Beat
- Pizetta közr. Reagadelica – Klezmer
- Quintino közr. Mitch Crown – Heaven
- Firebeatz & Apster – Skandelous
- DJ Rose – Twisted
- Quintin közr. DJ Jean – Original Dutch
- Michael Mendoza közr. I Fan – Be Without You
- David Guetta – When Love Takes Over (Nicky Romero Bootleg)

2010:
- Ian Carey közr. Michelle Shellers – Keep On Rising
- Hardwell & Funkadelic – Get Down Girl
- Firebeatz & Apster – Skandelous
- DJ Jose – Like That (Nicky Romero Bigroom Remix)
- Sandy Vee közr. Robin S. – Straight To The Sky
- Sol Noir – Superstring
- Sivana – Confusion
- Mischa Daniëls közr. J-Son – Where You Wanna Go
- Grooveyard – Mary Go Wild
- Housequake – People Are People
- Fedde Le Grand közr. Mitch Crown – Rockin' High
- DJ Jesus Luz & Alexandra Prince – Dangerous (Nicky Romero Festival Mix)
- Kylie Minogue – All the Lovers (Nicky Romero Remix)
- Ned Shepard – Chromatic (Nicky Romero & Nilson Remix)
- Green Velvet – Flash (Nicky Romero Remix)

2011:
- Taio Cruz – Dynamite (Nicky Romero Bootleg)
- Usher – More (Nicky Romero Bootleg)
- Abel Ramos közr. Rozalla – Where Is The Love
- Jerome Isma-Ae & Daniel Portman közr. Max'C – Flashing Lights
- Tanja La Croix közr. Andy P – Hard To handle
- Flo Rida – Turn Around (5,4,3,2,1)
- Housequake közr. Michele David – Out Of The Dark
- David Guetta közr. Flo Rida & Nicki Minaj – Where Them Girls At
- Enrique Iglesias közr. Lil Wayne & Usher – Dirty Dancer
- Sidney Samson közr. Tara McDonald – Dynamite
- Junkie XL – Molly's E (Nicky Romero Molly's E Remix)
- David Guetta közr. Usher – Without You
- Erick Morillo & Eddie Thoneick közr. Shawnee Taylor – Stronger
- David Guetta közr. Sia – Titanium
- Tonite Only – Haters Gonna Hate (Nicky Romero 'Out Of Space' Remix)

2012:
- Kelly Clarkson – What Doesn't Kill You (Stronger)
- Madonna közr. Nicki Minaj & M.I.A. – Give Me All Your Luvin'
- Eva Simons - I Don't Like You
- Anakyn - Point Blank (Nicky Romero Edit)

2013:
- Ludacris közr. David Guetta & Usher - Rest Of My Life
- Calvin Harris közr. Ellie Goulding - I Need Your Love
- Nicky Romero közr. Daft Punk - Around Harder Symphonica (Nicky Romero Bootleg)